# Envenenamento por brometo de metila
O envenenamento por brometo de metila ocorre principalmente após a exposição por inalação, mas também pode ocorrer exposição cutânea concomitante. O brometo de metila é um irritante ocular, dérmico e das membranas mucosas. O início dos sintomas pode demorar de 1 a 48 horas. Os sintomas da exposição por inalação são tipicamente tosse e dispnéia, que podem evoluir para pneumonia e edema pulmonar, mas podem demorar até 4-5 dias. O envenenamento grave pode resultar em convulsões, coma e morte (1-5).  
Exposição a altas concentrações de brometo de metila por períodos prolongados de tempo são a causa eficiente. Os sintomas são: Náusea , dor abdominal , fraqueza, confusão, edema pulmonar , convulsões , comprometimento cognitivo, perda de visão, neuropatia periférica. Apresenta taxa de mortalidade de cerca de 25% e o tratamento é o paliativo. A contaminação, normalmente, ocorre pelo ar. 

## Brometo de Metila
O brometo de metila é um gás inodoro e incolor que geralmente é usado como fumigante para estruturas infectadas por insetos e roedores. É tão venenoso para os humanos quanto para outras formas de vida. No entanto, o brometo de metila requer uma concentração muito maior no ar e tempo de exposição suficiente para ser tóxico. Uma dose tóxica típica de brometo de metila é cerca de 10 vezes maior do que uma dose tóxica de monóxido de carbono e leva muito mais tempo para ser eficaz.  
Não há antídoto ou tratamento direto para envenenamento por brometo de metila. Na maioria dos casos, o paciente se recuperará com o tempo, recebendo cuidados paliativos, como fluidos e oxigênio, conforme o necessário. Os primeiros socorros são remover a roupa do paciente e lavar a pele, pois a toxina persistirá na pele e na roupa e continuará a ser absorvida. Os pacientes também podem receber analgésicos para lidar com a dor resultante. Os pacientes que sobrevivem a uma dose muito alta podem necessitar de um longo período de recuperação. 
Felizmente, as mortes por brometo de metila estão ficando mais raras. Costumava ser amplamente utilizado como pesticida e esterilizador de solo, mas esse tipo de uso foi descontinuado na maioria dos países. A maioria das doenças agora são causadas pela exposição acidental a áreas fumigadas, como contêineres de madeira que requerem concentrações muito altas do gás para matar insetos estranhos. 

## Critérios laboratoriais para diagnóstico
- Biológicos : Nenhum teste específico para brometo de metila está disponível; no entanto, a detecção de níveis elevados de brometo no soro (nível de referência: 50-100 mg/L) pode indicar que ocorreu uma exposição. A detecção de brometo abaixo dos níveis tóxicos não exclui o envenenamento por brometo de metila, ou: [1]

- Ambiental : Detecção de brometo de metila em amostras ambientais, conforme determinado pelo órgão nacional responsável. [1]

## Classificação de casos
- Suspeito : Um caso em que uma pessoa potencialmente exposta está sendo avaliada por profissionais de saúde ou autoridades de saúde pública por envenenamento por um agente químico específico, mas não existe nenhuma ameaça específica confiável. [1]
- Provável : Um caso clinicamente compatível no qual existe um alto índice de suspeita (ameaça crível ou histórico do paciente em relação ao local e tempo) para exposição ao brometo de metila ou existe uma ligação epidemiológica entre este caso e um caso confirmado laboratorialmente. [1]
- Confirmado : Um caso clinicamente compatível em que os testes laboratoriais em amostras ambientais são confirmatórios. [1]

O caso pode ser confirmado se o teste laboratorial não foi realizado porque uma quantidade predominante de evidência laboratorial clínica e inespecífica de um determinado produto químico estava presente ou uma certeza de 100% da etiologia do agente é conhecida. 